# Гюнцбург (район)
Гюнцбург (нем. Günzburg) — район в Германии. Центр района — город Гюнцбург. Район входит в землю Бавария. Подчинён административному округу Швабия. Занимает площадь 762,52 км². Население — 123 154 чел. Плотность населения — 162 человека/км².
Район подразделяется на 34 общины. Официальный код района — 09 7 74.

## Города и общины
Городские общины
1. Бургау (9 519)
2. Гюнцбург (19 797)
3. Ихенхаузен (8 513)
4. Крумбах (12 684)
5. Лайпхайм (6 797)
6. Таннхаузен (6 168)

Ярмарочные общины
1. Буртенбах (3 307)
2. Вальдштеттен (1 233)
3. Еттинген-Шеппах (6 746)
4. Мюнстерхаузен (2 072)
5. Нойбург-ан-дер-Каммель (3 114)
6. Оффинген (4 074)
7. Циметсхаузен (3 044)

Общины
1. Айхен (1 171)
2. Алетсхаузен (1 150)
3. Бальцхаузен (1 209)
4. Биберталь (4 803)
5. Брайтенталь (1 284)
6. Бубесхайм (1 732)
7. Вальтенхаузен (707)
8. Визенбах (972)
9. Винтербах (807)
10. Гундремминген (1 520)
11. Дайзенхаузен (1 538)
12. Дюрлауйнген (1 722)
13. Каммельталь (3 376)
14. Кёц (3 235)
15. Ланденсберг (698)
16. Реттенбах (1 639)
17. Рёфинген (1 158)
18. Урсберг (3 506)
19. Хальденванг (1 843)
20. Эберсхаузен (621)
21. Элльце (1 175)

Объединения общин

Муниципалитеты района Гюнцбург (Бавария)

1. Административное сообщество Ихенхаузен
2. Административное сообщество Кёц
3. Административное сообщество Крумбах
4. Административное сообщество Оффинген
5. Административное сообщество Таннхаузен
6. Административное сообщество Хальденванг
7. Административное сообщество Циметсхаузен

## Население
По оценке на 31 декабря 2015 года население района Гюнцбург составляет 123 153 чел. 

| Дата      | 1840  | 1871  | 1900  | 1925  | 1939  | 1950   | 1961  | 1970   | 1987   | 2011   |
| --------- | ----- | ----- | ----- | ----- | ----- | ------ | ----- | ------ | ------ | ------ |
| Население | 56214 | 55968 | 58371 | 63867 | 63964 | 101627 | 96125 | 104327 | 107120 | 120182 |

| Год       | 1960  | 1970   | 1980   | 1990   | 2000   | 2009   | 2010   | 2011   | 2012   | 2013   | 2014   | 2015   |
| --------- | ----- | ------ | ------ | ------ | ------ | ------ | ------ | ------ | ------ | ------ | ------ | ------ |
| Население | 95247 | 104821 | 108568 | 111344 | 121563 | 120619 | 120451 | 120134 | 120130 | 120696 | 121828 | 123153 |

## Внешние ссылки
- Официальная страница